# 刘晓晔 (男演员)
刘晓晔，男，辽宁沈阳人，中国演员，北京舞蹈学院音乐剧系教师。

## 生平
本科毕业于中央戏剧学院导演系。后获表演系硕士学位。
2000年开始与孟京辉合作。
2006年拜郭德纲为师学习相声

## 作品

### 戏剧
- 第十七棵黑杨
- 恋爱的犀牛 饰 经纪人
- 琥珀
- 迷宫
- 魔山
- 艳遇
- 两只狗的生活意见 饰 狗弟弟
- 堂吉诃德
- 希特勒的肚子 饰 希特勒

### 电影
- 刀见笑